# Reportage
|  | Wiktionary har en ordboksartikel om reportage. |

För andra betydelser, se Reportage (olika betydelser).
Ett reportage är en längre journalistisk berättelse. Begreppet används ibland mer i allmänna ordalag om inslag i radio eller TV, eller om en faktabaserad artikel. 
Ett reportage kan innehålla mer ingående person- och miljöbeskrivningar än en nyhetsartikel. Bilder/illustrationer finns nästan alltid med. Stilen får vara personligare än i en artikel och författaren märks ofta mer. Därför är en viss subjektivitet tillåten.
Ett vanligt inslag är också en faktaruta vid sidan av reportaget.